# Witalij Kalinitschenko
Witalij Olehowytsch Kalinitschenko (ukrainisch Віталій Олегович Калініченко; * 9. August 1993 in Worochta) ist ein ukrainischer Skispringer.

## Werdegang
Witalij Kalinitschenko debütierte am 20. Dezember 2008 bei einem FIS-Cup-Springen im slowakischen Štrbské Pleso, wo er auf Anhieb als 29. von 55 Springern die Punkteränge erreichte; seitdem startet er regelmäßig bei Wettbewerben im FIS Cup, wobei sein bestes Ergebnis bisher ein elfter Platz im rumänischen Râșnov am 1. Oktober 2016 war. Darüber hinaus ging Kalinitschenko zu Beginn seiner Karriere auch regelmäßig bei Wettbewerben in der Nordischen Kombination an den Start. Zwar konnte er auf nationaler Ebene auch in dieser Disziplin überzeugen und unter anderem 2012 ukrainischer Meister werden, doch reichte es international lediglich in der Saison 2012/13 zu Continental-Cup-Punkten.
Nachdem er sich Anfang 2014 auch im Weltcup der Nordischen Kombination versuchte, darunter ein Weltcup-Teamsprint am 12. Januar im französischen Chaux-Neuve sowie ein Weltcup-Einzelwettbewerb am 17. Januar in Seefeld, debütierte er am 1. August 2014 im polnischen Wisła im Skisprung-Continental-Cup, belegte aber nur den 46. Platz unter 52 Teilnehmern.
Bei der Winter-Universiade 2015 in Štrbské Pleso belegte er den 35. Platz. Nachdem er sich bei den Weltmeisterschaften 2015 im schwedischen Falun und 2017 im finnischen Lahti jeweils die Qualifikation zu den eigentlichen Wettkämpfen verpasst hatte, gelang Kalinitschenko bei den Nordischen Skiweltmeisterschaften 2019 in Seefeld in Tirol auf der Großschanze der Sprung in den Wettkampf, wo er Platz 42 belegte. Für den Wettbewerb von der Normalschanze konnte er sich als 53. der Qualifikation nicht qualifizieren. An den Mannschaftswettkämpfen nahm die Ukraine nicht teil.
Im Sommer 2018 wurde Kalinitschenko in Worochta ukrainischer Skisprungmeister. Diesen Erfolg konnte er im März 2019 an gleicher Stelle wiederholen. Zu Beginn der Continental-Cup-Saison 2019/20 erreichte Kalinitschenko zum ersten Mal nach knapp zweieinhalb Jahren die Punkteränge, als er im kasachischen Schtschutschinsk den 17. Platz belegte.
Nach mehreren guten Auftritten im Sommer-Continental-Cup 2019/20 versuchte sich Kalinitschenko im Winter häufiger im Weltcup, verpasste allerdings meist die Qualifikation. Lediglich für das 1000. Weltcup-Springen der Geschichte von der Trambulina Valea Cărbunării in Râșnov am 21. Februar 2020 konnte er sich qualifizieren und bei seinem Debüt Rang 48 belegen. In der Gesamtwertung des Continental Cups belegte er schließlich den 89. Platz. Bei seinem ersten internationalen Wettkampfwochenende im Sommer 2020 gewann Kalinitschenko am 4. Oktober in Râșnov erstmals ein Springen im drittklassigen FIS Cup. Bei der Skiflug-Weltmeisterschaft 2020 von der Letalnica bratov Gorišek in Planica stellte Kalinitschenko mit einem Flug auf 195,5 Meter in der Qualifikation eine neue persönliche und nationale Bestweite auf. Im Wettkampf belegte er den 38. Platz.
Bei den Skiweltmeisterschaften 2021 in Oberstdorf wurde er im Einzelspringen von der Großschanze 29. und von der Normalschanze 44. Mit der ukrainischen Mannschaft wurde er 13. Am 5. September 2021 konnte er im kasachischen Schtschutschinsk als 19. erstmals in die Punkteränge im Grand Prix springen. Dieses Ergebnis ist bis heute seine beste Platzierung auf Top-Level-Niveau. Bei den Olympischen Winterspielen in Peking wurde er von der Großschanze 44. Bei den Skiweltmeisterschaften 2023 im slowenischen Oberstdorf wurde er im Einzelspringen von der Großschanze 38. Mit der ukrainischen Mixed-Mannschaft belegte er den 15. und letzten Platz.

## Statistik

### Grand-Prix-Platzierungen
| Saison | Platz | Punkte |
| ------ | ----- | ------ |
| 2021   | 71.   | 12     |
| 2022   | 76.   | 06     |
| 2023   | 81.   | 06     |

### Continental-Cup-Platzierungen
| Saison  | Sommer | Sommer | Winter | Winter | Gesamt | Gesamt |
| Saison  | Platz  | Punkte | Platz  | Punkte | Platz  | Punkte |
| ------- | ------ | ------ | ------ | ------ | ------ | ------ |
| 2016/17 | 090.   | 08     | 108.   | 19     | 131.   | 27     |
| 2019/20 | 052.   | 62     | –      | –      | 089.   | 62     |
| 2020/21 | –      | –      | 043.   | 74     | 048.   | 74     |
| 2021/22 | 085.   | 08     | –      | –      | 141.   | 08     |